# Clark County (Missouri)
Clark County is een county in de Amerikaanse staat Missouri.
De county heeft een landoppervlakte van 1.314 km² en telt 7.416 inwoners (volkstelling 2000). De hoofdplaats is Kahoka.

## Bevolkingsontwikkeling

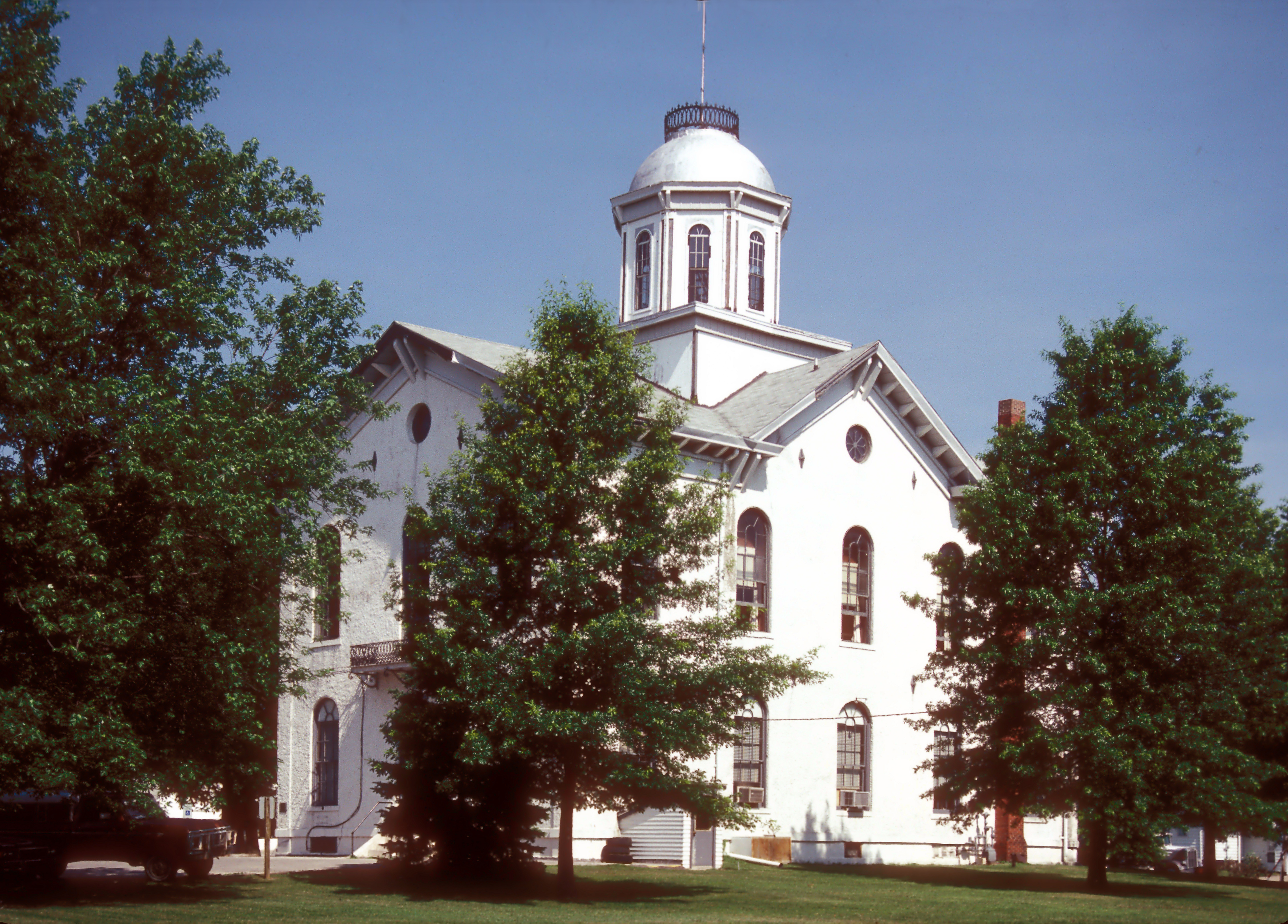
Clark County Courthouse